# Rock Band (videojoc)
Rock Band és un videojoc musical desenvolupat per Harmonix Music Systems, publicat per MTV Games i distribuït per Electronic Arts Partners, i es va llançar a l'Amèrica del Nord l'1 de novembre del 2007, i a Europa en setembre del 2008. Desenvolupat per PlayStation 3 i Xbox 360, Rock Band ofereix als jugadors la possibilitat d'actuar en un grup de música fins a quatre persones amb la possibilitat d'utilitzar tres instruments diferents (una guitarra pel guitarrista, un baix elèctric/guitarra rítmica pel baixista, una bateria pel seu corresponent músic i un micròfon pel cantant) i es pot fer a en línia o sense. Rock Band va donar origen a la saga Rock Band: la popularitat del primer joc de la saga va inspirar la creació d'una continuació, Rock Band II, amb altres jocs en desenvolupament.
El portal web VaDeJocs.cat va difondre pels catalanoparlants la notícia sobre la possibilitat de triar les cançons que es vulguin (màxim 4) que surtin al videojoc. Entre els aficionats catalans hi predominaven tries de grups de música dels Països Catalans.

## Banda sonora
- "Sabotage", Beastie Boys
- "Black Hole Sun" – Soundgarden
- "Blitzkrieg Bop" – The Ramones
- "Celebrity Skin" – Hole
- "Cherub Rock" – Smashing Pumpkins
- "Creep" – Radiohead
- "Dani California" – Red Hot Chili Peppers
- "Dead on Arrival" – Fall Out Boy
- "Enter Sandman" – Metallica
- "Epic" – Faith No More
- "Flirtin' With Disaster" – Molly Hatchet
- "Gimme Shelter" – Rolling Stones
- "Go with the Flow" – Queens of the Stone Age
- "The Hand That Feeds" – Nine Inch Nails
- "Here It Goes Again" – OK Go
- "Hier kommt Alex" – Die Toten Hosen
- "I Think I'm Paranoid" – Garbage
- "Learn to Fly" – Foo Fighters
- "Les Wampas" – Manu Chao
- "Main Offender" – The Hives
- "Maps" – Yeah Yeah Yeahs
- "Mississippi Queen" – Mountain
- "Next to You" – The Police
- "Orange Crush" – R.E.M.
- "Paranoid" – Black Sabbath
- "Reptilia" – The Strokes
- "Run to the Hills" – Iron Maiden
- "Say It Ain't So" – Weezer
- "Suffragette City" – David Bowie
- "Train Kept A-Rollin'" – Aerosmith
- "Vasoline" – Stone Temple Pilots
- "Wanted Dead or Alive" – Bon Jovi
- "Won't Get Fooled Again" – The Who
- "I'm So Sick" – Flyleaf
- "Brainpower" – Freezepop